# بوينغ أكس بي بي-55
طائرة بوينغ أكس بي بي (XPB)  كانت طائرة بحرية أمريكية بمحركين ذات سطحين تطير لمسافة بعيدة من عشرينات القرن العشرين مثال واحد تم بناؤه البحرية للولايات المتحدة. بني نموذج واحد منها للبحرية الأميركية.

## المواصفات (XPB-1)

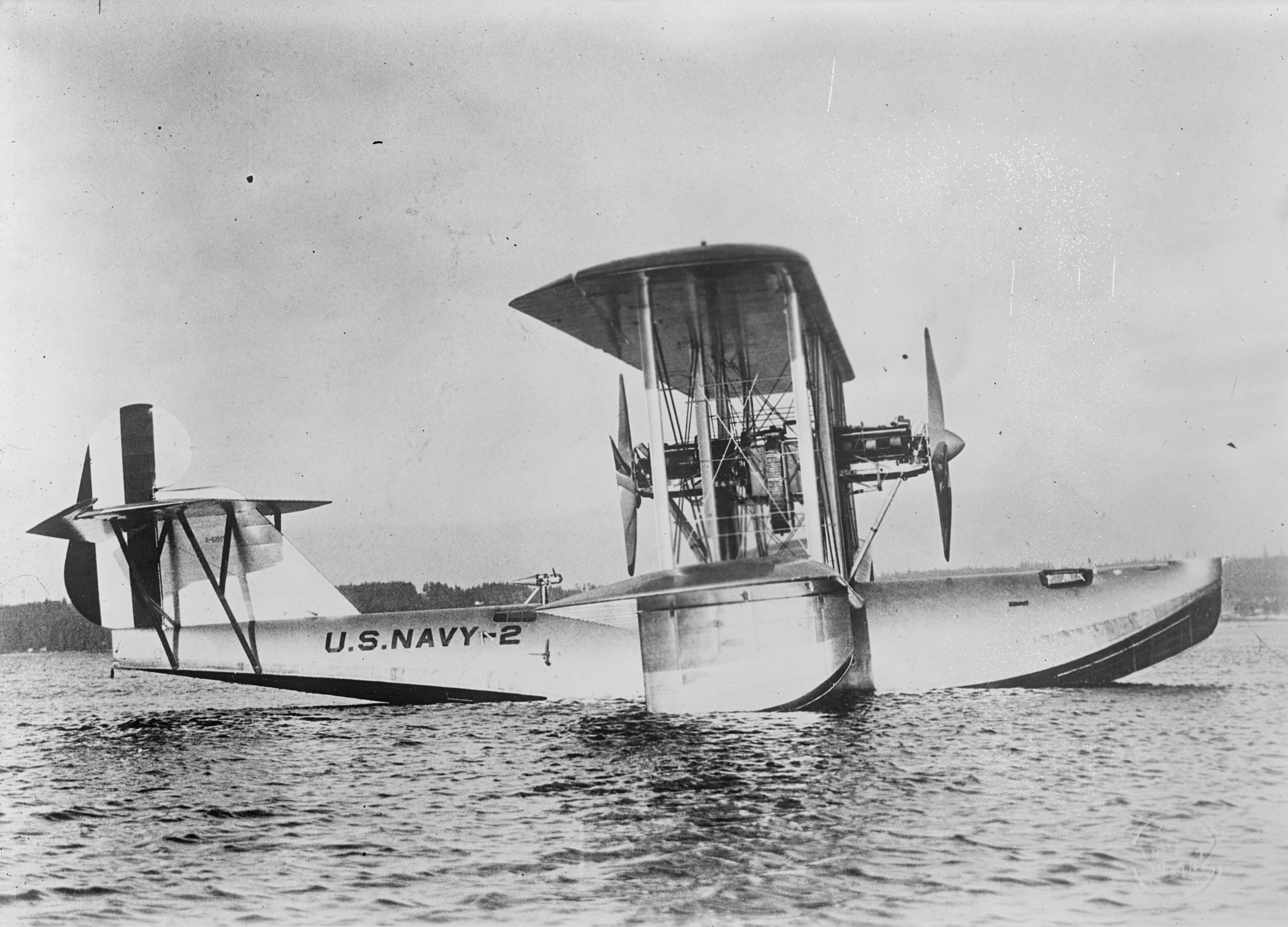
بوينغ XPB-1

البيانات من Boeing Aircraft since 1916
الخصائص العامة
- طاقم: 5
- طول: 59 قدم 4.5 بوصة (18.098 م)
- باع الجناح: 87 قدم 6 بوصة (26.67 م)
- ارتفاع: 20 قدم 10 بوصة (6.35 م)
- مساحة الجناح: 1,801 قدم2 (167.3 م2)
- جناح حامل: Clark Y[2]
- الوزن فارغة: 11,551 رطل (5,239 كـغ)
- الوزن الإجمالي: 26,882 رطل (12,193 كـغ)
- محركات: 2 × Packard 2A-2500 liquid-cooled محرك V12, 800 حصان (600 كـو)  الواحد

أداء
- السرعة القصوى: 97 عقدة؛ 180 كم/س (112 ميل/س)
- سرعة العبور: 82 عقدة؛ 151 كم/س (94 ميل/س)
- سقف الخدمة: 9,000 قدم (2,700 م)
- معدل الصعود: 4,000 قدم/د (20 م/ث)

تسليح

- مدفع رشاش: 3× .30 in machine guns
- القنابل: 4,000 lb (1,800 kg)